# Тоншерма
Тоншерма (чув.Тăн Çырма, Тăн çармăс) — село в Тетюшском районе Татарстана. Входит в состав Кляшевского сельского поселения.

## География
Находится у реки Тоша приблизительно в 23 км к западу от районного центра города Тетюши и в 12 км к востоку от города Буинск.

## Название
Типичный чувашский топоним от Çырма (Çарма) - овраг, яр.

## История
Известно с 1716 года. В начале XX веке здесь были церковь и школа. В XVIII — 1-й половине XIX вв. жители относились к категории государственных крестьян. Занимались земледелием, разведением скота, мукомольным промыслом. В начале 20 в. здесь функционировали церковно-приходская школа (была открыта в 1891 г.), 3 ветряные мельницы, 3 мелочные лавки. В этот период земельный надел сельской общины составлял 1573,6 десятин. До 1920 г. село входило в Больше-Шемякинскую волость Тетюшского уезда Казанской губернии. С 1920 г. в составе Тетюшского, с 1927 г. — Буинского кантонов Татарской АССР. С 10.08.1930 г. в Тетюшском районе.

## Население
Постоянных жителей насчитывалось в 1897—887, в 1911—1580, в 1989—485. Постоянное население составляло 498 человек (чуваши 99 %) в 2002 году, 457 в 2010.
| 2012 | 2013 |
| ---- | ---- |
| 440  | ↘433 |

## Люди
- Марцев, Михаил Николаевич — Герой России.